# هوور (فک)
هووِر (به زبان انگلیسی: Hoover) یک فک بندرگاهی بود که توانایی تقلید سخن گفتن انسان را داشت. او تنها گفتارهای ساده را می‌توانست بازگو کند.

## بندرگاه کاندی
در ۵ مه سال ۱۹۷۱ میلادی اسکاتی دانینگ یک بچه فک را در ساحل بندرگاه کاندی پیدا کرد. گفته می‌شود که او و برادر زنش، جورج سوالو، جسد مادر این بچه فک را در میان تخته سنگ‌ها یافتند.
جورج سوالو این بچه فک را با خود به خانه برد. او در ابتدا تلاش کرد به بچه فک شیر بخوراند اما بی‌فایده بود. جورج به توصیه یکی از همسایگان‌اش یک ماهی را تمیز کرد و به بچه فک داد و او ماهی را یکجا بلعید. به همین دلیل جورج نام وی را هوور گذاشت؛ که در زبان انگلیسی به معنی جاروبرقی است.
جورج او را چند روزی درون وان حمام نگه داشت و سپس برای او یک سرپناه در کنار آبگیری در نزدیکی خانه‌اش ساخت. هوور مانند یک سگ خانگی برای صاحبانش بود و حتی هنگامی که جورج با خودرو به شهر می‌رفت، هوور نیز سوار خودرو می‌شد و از پنجره بیرون را تماشا می‌کرد.
با بزرگ شدن هوور، اشتهای او نیز بیشتر شد و جورج برای تأمین غذای هوور با یک فروشنده عمده ماهی در شهر پورتلند قرارداد بست. آلیس سوالو در کتاب خود، جورج و خوک ابی، هوور، نوشت: «اگر جورج در دادن صبحانه هوور تأخیر می‌کرد، [او] از پله‌های در پشتی خانه بالا می‌آمد و پشت در می‌ایستاد … و جورج با صدای بلند می‌گفت «سلاااام، کی اونجاست؟» جورج و هوور دوستان خوبی برای هم بودند. گاهی هوور قایم می‌شد و تا زمانی که جورج فریاد نمی‌زد «بیا اینجا» بیرون نمی‌آمد.» در همین زمان بود که هوور شروع به تقلید لهجه ضخیم و خشن جورج کرد.
سرانجام، جورج تصمیم گرفت که با توجه به اندام درشت و مصرف زیاد ماهی هوور، دیگر توانایی نگهداری از وی را ندارد و هوور را به آکواریوم نیو انگلند سپرد.

## آکواریوم نیو انگلند

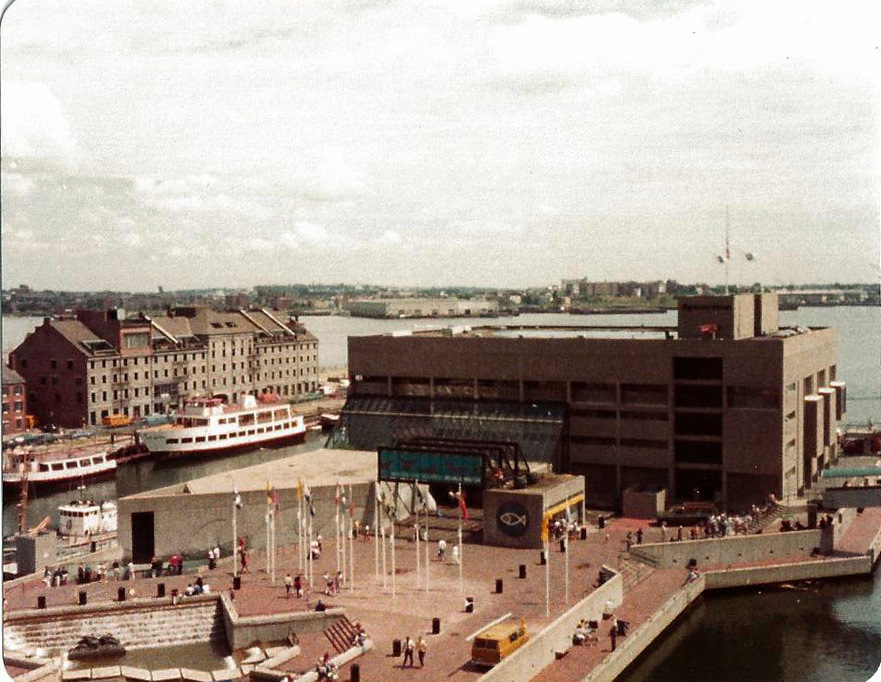
آکواریوم نیوانگلند، سال ۱۹۸۵ میلادی

جورج به کارکنان آکواریوم اطلاع داد که هوور توانایی حرف زدن دارد اما هیچ‌کدام باور نکردند. تا اینکه ۵ سال بعد، زمانی که هوور به محیط اطراف‌اش در آکواریوم عادت کرد، شروع به حرف زدن کرد و جمله‌هایی مانند «سلام کی اونجاست؟» و «بیا اینجا» را تکرار می‌کرد.
طولی نکشید که هوور به‌خاطر توانایی منحصر به فردش مشهور شد و با خانواده سوالو در نشریاتی مانند ریدرز دایجست و نیویورکر، و برنامه‌ها تلویزیونی مانند صبح بخیر آمریکا حضور پیدا کرد.

## مرگ
هوور در ۲۵ ژوئه سال ۱۹۸۵ در اثر مشکلات ناشی از پوست‌اندازی سالانه‌اش، درگذشت. آگهی ترحیم وی در روزنامه بوستون گلوب چاپ شد.

## میراث
هیچ‌یک از ۶ فرزند هوور (دختران جوی، آمیلیا و ترامپت و پسران لوسیفر، سیندر و اسپارک) توانایی تقلید صدای انسان را نداشتند. اما نوه او، چاکودا، تا حدودی توانایی تولید صدا داشت. در سال ۲۰۱۳ درک کالوست و آنا تیلت کتابی دربارهٔ هوور با نام هوور فک سخنگو برای کودکان نوشتند.